# Фолліна
Фолліна (італ. Follina, вен. Follina) — муніципалітет в Італії, у регіоні Венето, провінція Тревізо.
Фолліна розташована на відстані близько 460 км на північ від Рима, 60 км на північ від Венеції, 34 км на північ від Тревізо.
Населення — 3910 осіб (2014).

## Демографія
Населення за роками:

Станом на 1 січня 2023 року в муніципалітеті офіційно проживало 249 іноземців з 33 країн, серед них 66 громадян країн Євросоюзу та 10 громадян України.

## Сусідні муніципалітети
- Чизон-ді-Вальмарино
- Фарра-ді-Соліго
- Мель
- М'яне
- П'єве-ді-Соліго